# David Campbell Bannerman
Pour les articles homonymes, voir Campbell et Bannerman.
Cet article possède un paronyme, voir David Campbell (homonymie).
David Campbell Bannerman, né le 28 mai 1960 à Mumbai en Inde, est un homme politique britannique, membre du Parti conservateur. Il est député européen de 2009 à 2019.

## Biographie
Il est élu député européen lors des élections européennes de 2009 dans la circonscription de l'Angleterre de l'Est avec l'étiquette du Parti pour l'indépendance du Royaume-Uni. Il rejoint le Parti conservateur en mai 2011.
Au cours de la 7e législature, il siège désormais au sein du groupe des Conservateurs et réformistes européens après voir appartenu au groupe Europe libertés démocratie. Il est membre de la commission du commerce international.
Il est un « lointain parent » de l'ancien premier ministre Henry Campbell-Bannerman.